# Округ Данијелс (Монтана)
Данијелс (енгл. Daniels County) је округ у америчкој савезној држави Монтана.

## Демографија
По попису из 2010. године број становника је 1.751, што је 266 (-13,2%) становника мање него 2000. године.
| Група             | 2000.         | 2010.         |
| Белци             | 1.931 (95,7%) | 1.653 (94,4%) |
| Афроамериканци    | 0 (0,0%)      | 3 (0,2%)      |
| Азијати           | 5 (0,2%)      | 4 (0,2%)      |
| Хиспаноамериканци | 32 (1,6%)     | 27 (1,5%)     |
| Укупно            | 2.017         | 1.751         |